# Nomada composita
Nomada composita är en biart som beskrevs av Mitchell 1962. Nomada composita ingår i släktet gökbin, och familjen långtungebin. Inga underarter finns listade i Catalogue of Life.